# Podział administracyjny Grecji
Podział administracyjny Grecji – od 1 stycznia 2011 Grecja jest podzielona na jednostki administracyjne trzech poziomów: 7 administracji zdecentralizowanych (αποκεντρωμένη διοίκηση – apokendromeni diikisi), które dzielą się na 13 regionów (περιφέρεια – periferia), w skład których wchodzą 332 gminy (δήμος – dimos).
Taki podział administracyjny został wprowadzony na podstawie tzw. Programu Kalikrates (Πρόγραμμα Καλλικράτης, N.3852/2010), zastępującego obowiązujący w latach 1997–2010 podział na: 13 regionów, 54 nomosów (prefektur) i 1034 gminy. Dodatkowo gminy grupowane są w jednostki regionalne (περιφερειακή ενότητα), których utworzono 74; nie mają one jednak statusu jednostek administracyjnych. W języku formalnym, terytoria dawnych nomosów określane są teraz jako "nomarchiako diamerisma". Gdy w praktyce, wobec tych obszarów, także oficjalnie adresowo, w dalszym ciągu używane bywa słowo "nomos" i tworzone od niego formy przymiotników

## Administracje zdecentralizowane i regiony
- Attyka
  - Attyka (66 gmin)
- Epir-Macedonia Zachodnia
  - Epir (18 gmin)
  - Macedonia Zachodnia (12 gmin)
- Kreta
  - Kreta (24 gminy)
- Macedonia-Tracja
  - Macedonia Środkowa (38 gmin)

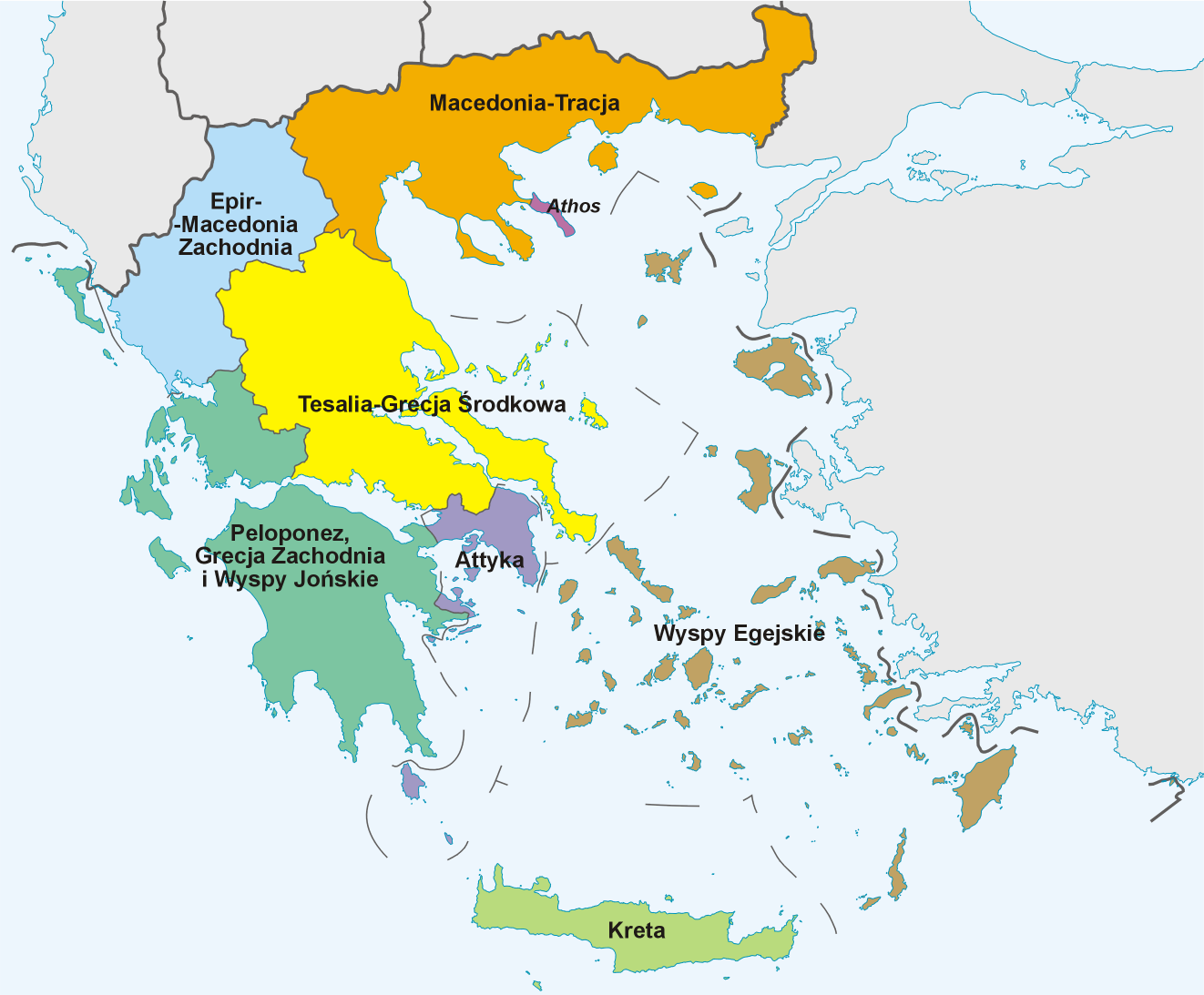
Podział Grecji na administracje zdecentralizowane.

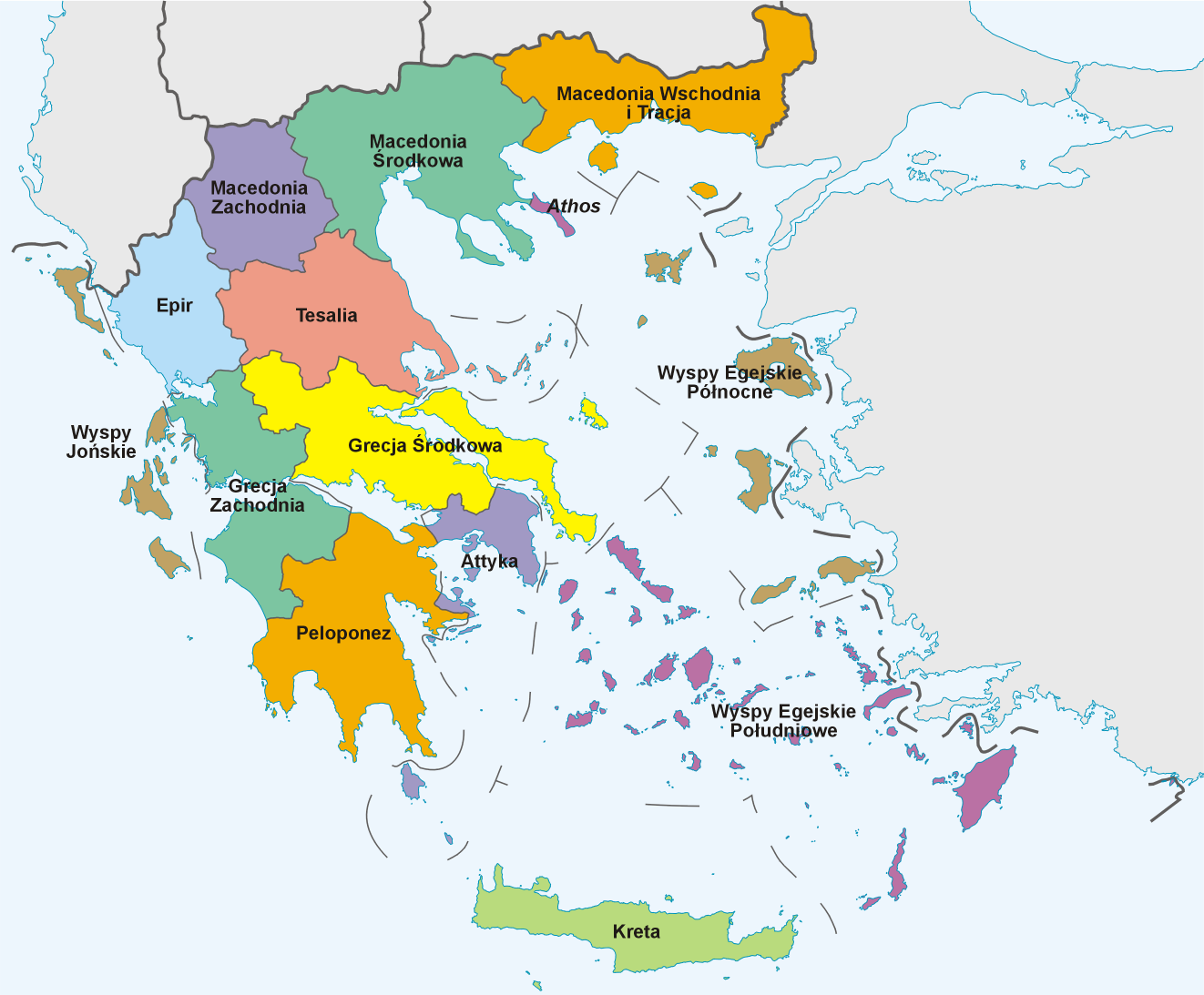
Podział Grecji na regiony.

  - Macedonia Wschodnia i Tracja (22 gminy)
- Peloponez, Grecja Zachodnia i Wyspy Jońskie
  - Peloponez (26 gmin)
  - Grecja Zachodnia (19 gmin)
  - Wyspy Jońskie (7 gmin)
- Tesalia-Grecja Środkowa
  - Tesalia (25 gmin)
  - Grecja Środkowa (25 gmin)
- Wyspy Egejskie
  - Wyspy Egejskie Południowe (34 gmin)
  - Wyspy Egejskie Północne (9 gmin)

Dodatkowo w strukturze administracyjnej Grecji istnieje Autonomiczna Republika Góry Athos.

## Podział administracyjny w latach 1997–2010
Przed wprowadzeniem 1 stycznia 2011 nowego podziału administracyjnego Grecja dzieliła się na 13 regionów, które dzieliły się na 54 nomosów (prefektur) podzielonych następnie na  1034 gminy.

### Umocowania prawne i ich zmiany
Ustawa o regionach, która została przyjęta przez rząd Andreasa Papandreu (sygn. ustaw N.1622/86 i P.D.51/87), ustanowiła regiony, które w istocie miały charakter pomocniczy w stosunku do rządu centralnego. W późnych latach 90. przeprowadzono reformy ich funkcjonowania przy jednoczesnym rozszerzeniu kompetencji (sygn. ustaw N.2503/97 i 2647/98). Mimo to, regiony nadal pozostawały w dużym stopniu uzależnione od rządu Grecji poprzez mianowanych przez niego sekretarzy generalnych.

### Struktura podziału
Szczegółowy podział administracyjny Grecji, obowiązujący do końca 2010 roku, przedstawiał się następująco:
- 13 regionów (nwgr. περιφέρεια – periféria, l.mn. περιφέρειες – periféries), z których 12 dzieli się na:
  - 54 nomosy (nwgr. νομός – nomós, l.mn. νομοί – nomí), tłumaczonych czasem również jako prefektury lub departamenty. Nomosy dzielą się na:
    - gminy miejskie (zob. dimos, nwgr. δήμος – dímos, l.mn. δήμοι – dími) i gminy wiejskie (kinotites, nwgr. κοινότητα – kinótita, l.mn. κοινότητες – kinótites).

Osobliwościami są:
- region Attyka, składający się tylko z jednego nomosu – Attyka, tworzącego dość specyficzny administracyjnie ustrój stolicy kraju. Nomos ten dzieli się na:
  - 4 jednostki zwane nomarchia (νομαρχία), czasami tłumaczone jako półprefektury, dzielące się na:
    - gminy miejskie i wiejskie
- specjalny status posiada Góra Athos, której teren stanowi obszar autonomiczny na Półwyspie Chalcydyckim.

### Nazwy regionów i nomosów w Grecji

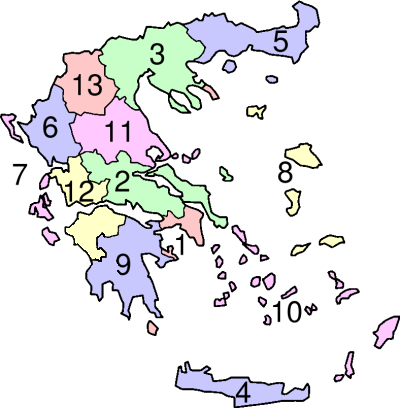
Mapa regionów Grecji

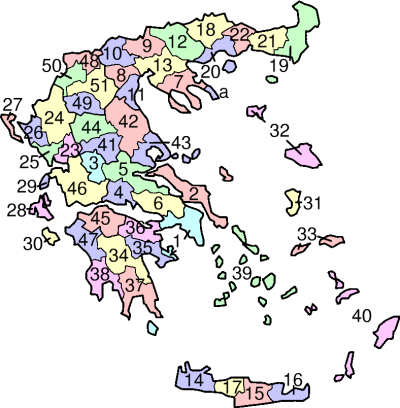
Mapa nomosów Grecji

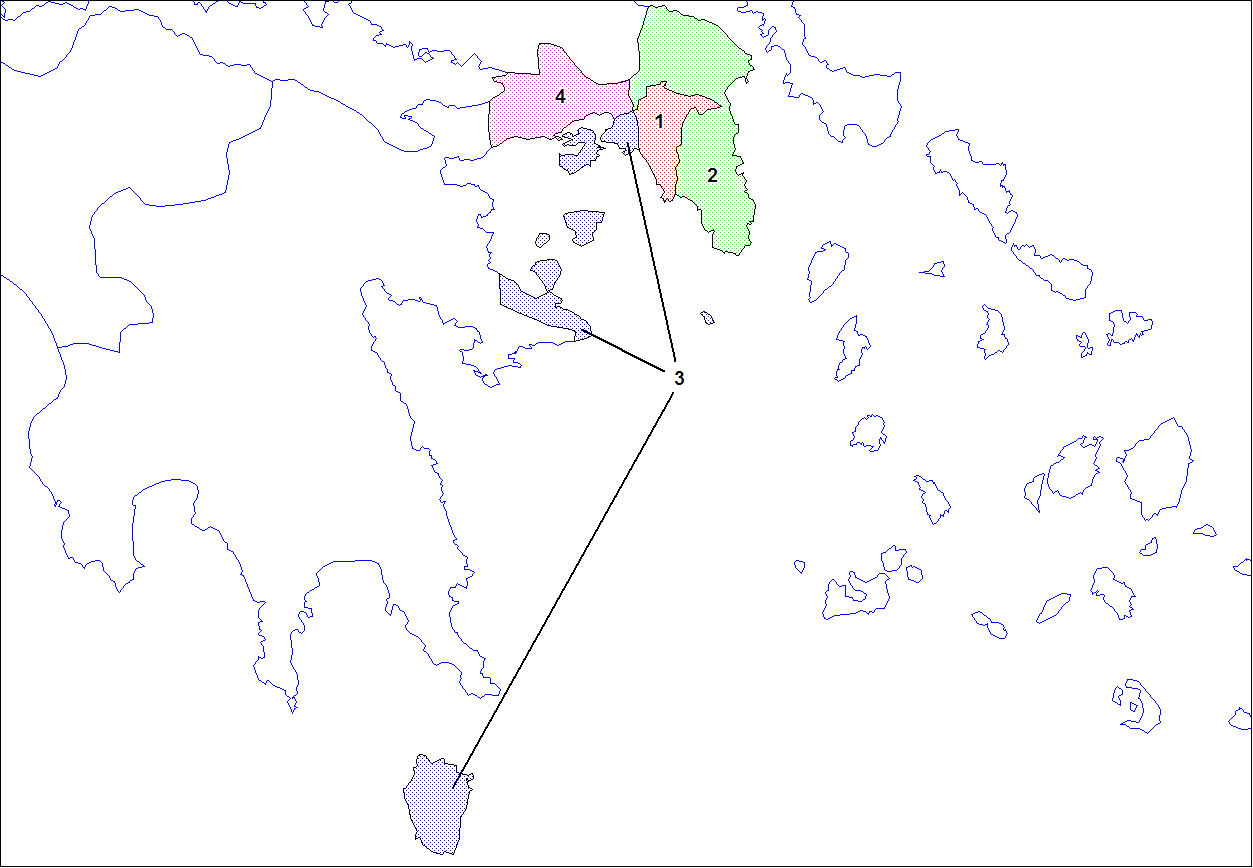
Mapa nomarchii Attyki

Numery kolejne odpowiadają numeracji na załączonej mapce regionów.
1. region Attyka (περιφέρεια Αττικής – periferia Attikí)
  - nomos Attyka (νομός Αττική) [1], dzieli się na 4 nomarchie:
    - nomarchia Ateny (νομαρχία Αθήνα)
    - nomarchia Attyka Wschodnia (νομαρχία Ανατολική Αττική)
    - nomarchia Pireus (νομαρχία Πειραιάς)
    - nomarchia Attyka Zachodnia (νομαρχία Δυτική Αττική)
2. region Grecja Środkowa (περιφέρεια Στερεά Ελλάδα – Stereá Elláda) 
  - Eurytania (Ευρυτανία) [3]
  - Eubea (Εύβοια) [2]
  - Fokida (Φωκίδα) [4]
  - Ftiotyda (Φθιώτιδα) [5]
  - Beocja (Βοιωτία) [6]
3. region Macedonia Środkowa (περιφέρεια Κεντρική Μακεδονία – Kendrikí Makedonía)
  - Chalkidiki (Χαλκιδική) [7]
  - Imatia (Ημαθία) [8]
  - Kilkis (Κιλκίς) [9]
  - Pela (Πέλλα) [10]
  - Pieria (Πιερία) [11]
  - Seres (Σέρρες) [13]
  - Saloniki (Θεσσαλονίκη) [12]
4. region Kreta (περιφέρεια Κρήτη – Kríti)
  - Heraklion (Ηράκλειο) [15]
  - Chania (Χανιά) [14]
  - Lasiti (Λασίθι) [16]
  - Retimno (Ρέθυμνο) [17]
5. region Macedonia Wschodnia i Tracja (περιφέρεια Ανατολική Μακεδονία και Θράκη – Anatolikí Makedonía kie Thráki)
  - Drama (Δράμα) [18]
  - Ewros (Έβρος) [19]
  - Kawala (Καβάλα) [20]
  - Tasos (Θάσος) [20]
  - Rodopi (Ροδόπη) [21]
  - Ksanti (Ξάνθη) [22]
6. region Epir (περιφέρεια Ήπειρος – Ípiros) 
  - Arta (Άρτα) [23]
  - Janina (Ιωάννινα) [24]
  - Preweza (Πρέβεζα) [25]
  - Tesprotia (Θεσπρωτία) [26]
7. region Wyspy Jońskie (περιφέρεια Ιόνια νησιά – Iónia Nisiá)
  - Kefalinia (Κεφαλληνία) [28]
  - Kerkira (Κέρκυρα) [27]
  - Leukada (Λευκάδα) [29]
  - Zakintos (Ζάκυνθος) [30]
8. region Wyspy Egejskie Północne (περιφέρεια Βόρειο Αιγαίο  – Vório Egéo)
  - Chios (Χίος)  [31]
  - Lesbos (Λέσβος) [32]
  - Samos (Σάμος) [33]
  - Limnos [32]
9. region Peloponez (περιφέρεια Πελοπόννησος – Pelopónnisos) 
  - Argolida (Αργολίδα) [35]
  - Arkadia (Αρκαδία) [34]
  - Koryntia (Κορινθία) [36]
  - Lakonia (Λακονία) [37]
  - Mesenia (Μεσσηνία) [38]
10. region Wyspy Egejskie Południowe (περιφέρεια Νότιο Αιγαίο – Nótio Egéo)
  - Cyklady (Κυκλάδες) [39]
  - Dodekanez (Δωδεκανήσα) [40]
11. region Tesalia (περιφέρεια Θεσσαλία – Thessalía)
  - Karditsa (Καρδίτσα) [41]
  - Larisa (Λάρισα) [42]
  - Magnezja (Μαγνησία) [43]
  - Trikala (Τρίκαλα) [44]
12. region Grecja Zachodnia (περιφέρεια Δυτική Ελλάδα – Ditikí Elláda) 
  - Etolia i Akarnania (Αιτωλοακαρνανία) [46]
  - Achaja (Αχαΐα) [45]
  - Elida (Ηλεία) [47]
13. region Macedonia Zachodnia (περιφέρεια Δυτική Μακεδονία – Ditikí Makedonía) 
  - Florina (Φλώρινα) [48]
  - Grewena (Γρεβενά) [49]
  - Kastoria (Καστοριά) [50]
  - Kozani (Κοζάνη) [51]

- Autonomiczna Republika Góry Athos (Άγιο Όρος – Ajio Oros, dosł. Święta Góra) [a]